# Aldiminek
A szerves kémiában aldimineknek nevezzük az aldehidekből levezethető imineket. Általános képletük R–CH=N–R'.
Az aldiminek egyik fontos csoportja a Schiff-bázisok, melyekben a nitrogénatom (R') szubsztituense alkil- vagy arilcsoport (azaz nem hidrogénatom).

## Nevezéktan
| Nevezéktan | CH3–CH2–CH2–CH=NH | CH3–CH=N–CH3            |
| ---------- | ----------------- | ----------------------- |
| 1          | butánimin         | N-metiletánimin         |
| 2          | butilidénazán     | etilidén(metil)azán     |
| 3          | butilidénamin     | N-metil-etilidénamin    |
| elavult    | butiraldehid-imin | acetaldehid-N-metilimin |

Az aldiminek háromféleképpen nevezhetők el:
1. az alap szénhidrogén – R–CH3 – neve után tett „-imin” utótaggal;
2. azánok alkilidén származékaként;
3. (ritkán) „aminok” alkilidén származékaként.

Egy már elavult nevezéktan az aldimineket az aldehidek származékának tekinti.

## Fordítás
Ez a szócikk részben vagy egészben a Aldimine című angol Wikipédia-szócikk ezen változatának fordításán alapul.  Az eredeti cikk szerkesztőit annak laptörténete sorolja fel. Ez a jelzés csupán a megfogalmazás eredetét és a szerzői jogokat jelzi, nem szolgál a cikkben szereplő információk forrásmegjelöléseként.